# Иван Пересветов
Иван Семјонович Пересветов, (рус. Иван Семёнович Пересветов) (године рођења и смрти су непознате), је био руски писац-публициста, представник руске друштвено-политичке мисли средине 16. века. Идеолог племства, познат по делима против старе наследне аристократије (бојара). Неки историчари су сматрали Пересветова фиктивном личношћу, већ да је стварни аутор дела која му се приписују, заправо - Иван Грозни.

## Биографија
Потиче из западноруских земаља, «краљевски племић» Велике Литванске кнежевине.
Већ 20-30-их година XVI века служио је у пољско-литванској армији.
Крајем 1538. или почетком 1539. кроз Молдавију емигрирао у Кијевску Русију.
Крајем 1549. године, Пересветов предаје своја дела руском цару Ивану IV Грозном.

## Дела
У делима (сачувана у списковима XVII века), Пересветов разоткрива бојаре, на задовољство основних потреба племства.
Напредовање у служби, по мишљењу Пересветова, треба да проистекне из личних заслуга, а не „преко везе“. Разоткрива велможе и доводи пред лице правде.
Његов програм државних реформи поклапала се у потпуности с политиком „Избране раде“, то јест царском политиком. Пише дела „Велика челобитна“ и „Мала челобитна“
Тврдио је, да је «правда» изнад «вере». Придаје огроман значај књигама и филозофској «мудрости», којима мора да се руководи монарх при спровођењу промена.
Дело Пересветова «Легенда о Магмет-султану», в ком аутор оцртава облик идеалног, мудрог владаоца, вероватно је прва утопија в Русији, којој је додата позамашна, белетризована форма.